# Аксдалсватнет
Аксдалсватнет (норв. Aksdalsvatnet) — озеро в комуні Тюсвер в фюльке Ругаланн, Норвегія. 
Озеро розташоване на південний схід від села Ферре і на південь від села Аксдал. Вздовж північного берега озера проходить європейська траса Е134, вздовж східного — траса Е39c.